# Црква Светог Спаса у Скопљу
Црква Светог Спаса у Скопљу је православна црква која се налази у Старој скопској чаршији у Скопљу, Северна Македонија.

## Прошлост
Црква Св. Спаса у Скопљу је стара средњовековна задужбина српског цара Душана. Њу су у 19. веку преотели Грци од Срба и држали је више деценија. Две недеље су и тада српски свештеници службовали, а треће недеље био је ред грчки. Избијале су честе свађе и туче око распореда служења, па се дешавало да цркву Турци замандале више месеци. Зато су се скопски Срби жртвовали; изградили нову цркву и мењали се са Грцима за ону стару предачку. Сама црква је 1913. године "неугледна, ниска и без звоника, али иконостас, то је право чудо од дрвореза". На сред цркве се тада налазила камена плоча са грбом цара Душана. Грци су током свог управљања ту плочу прилично оштетили да се не види српско обележје.

## О цркви
Иконостас у цркви је био направљен 1824. године, а 1867. године је био урађен део престоних икона. Иконостас је био дрворезбарско дело руку мајстора Петра Филиповића Гарка и његове браће Филипа и Благоја из села Мале Реке, у Дебарском срезу. Краљ Александар Карађорђевић је посетио 1926. године ту цркву, у којој му се свидео иконостас, и по том обрасцу је затим (од 1926) наручен и израђен иконостас, старе Карађорђеве цркве у Тополи.
Фонд цркве Св. Спаса у Скопљу основан је 1908. године а његови оснивачи су пре свега Срби трговци.
Када су 1932. године вршени радови у цркви и порти, нађени су средњовековни факти. Када је срушена зграда за становање испод је откривен је један стари зид (из 15. века) и отвори ходника старих лагума. Срушен је стари звоник и на његовом месту је изграђена костурница. Подигнут је тада нови звоник, који је конструисао и изградио Пејев Јона.
Током поправке цркве у периоду 1963—1964. године су на јужном делу зида откривене фреске које потичу из 16. или 17. века. Свој коначан изглед црква је добила током 19. века.

## Саркофаг Гоце Делчева
У дворишту цркве се налази дрвена порта и камени саркофаг у којем је тело Гоце Делчева, македонског револуционара. Саркофаг је 1946. године Комунистичка партија Бугарске поклонила Македонији.